# Volokolamszki járás
A Volokolamszki járás (oroszul Волоколамский район [Volokalamszkij rajon]) Oroszország egyik járása a Moszkvai területen. Székhelye Volokolamszk.

## Népesség
- 1989-ben 37 863 lakosa volt.
- 2002-ben 49 032 lakosa volt.
- 2010-ben 53 244 lakosa volt.